# SINoALICE
SINoALICE (シノアリス Shinoarisu?) es un videojuego de rol desarrollado por Pokelabo para Android e iOS. El videojuego está dirigido por Yoko Taro, más conocido por su trabajo en las series Nier y Drakengard. El videojuego fue lanzado en Japón por Square Enix en junio de 2017 y en todo el mundo por Pokelabo en julio de 2020.

## Trama
En un mundo llamado Biblioteca lleno de innumerables historias, los Personajes dentro de cada historia desean revivir a su autor para su futuro deseado. Para hacerlo, trabajan juntos para reunir a los inochi y luchar contra las Pesadillas que devoran historias, sabiendo que inevitablemente tendrán que matarse unos a otros para conseguir su deseo.

## Desarrollo
Originalmente, se suponía que Nexon publicaría el juego fuera de Japón, pero se retrasó indefinidamente debido a razones de localización. Luego, la publicación del videojuego fue entregada a Pokelabo. La banda sonora del videojuego fue compuesta por Keiichi Okabe, Keigo Hoashi, y Shotaro Seo.

## Recepción
El videojuego recibió una calificación de "mixto o promedio" según el agregador de reseñas Metacritic.

## Manga
Una adaptación a manga, ilustrada por himiko, comenzó su serialización en el servicio MangaUp! en 2019. En julio de 2021, Square Enix anunció que obtuvo la licencia del manga para su publicación en inglés.